# Лазина Чичка
Лазина Чичка је насељено место у саставу Града Велике Горице, у Туропољу, Хрватска.

## Становништво
На попису становништва 2011. године, Лазина Чичка је имала 566 становника.

## Попис1991.
На попису становништва 1991. године, насељено место Лазина Чичка је имало 341 становника, следећег националног састава:
| Попис 1991.‍  | Попис 1991.‍  | Попис 1991.‍ | Попис 1991.‍ | Попис 1991.‍ |
| ------------ | ------------ | ----------- | ----------- | ----------- |
|              |              |             |             |             |
| Хрвати       | Хрвати       |             | 331         | 97,06%      |
| Црногорци    | Црногорци    |             | 4           | 1,17%       |
| Срби         | Срби         |             | 2           | 0,58%       |
| неопредељени | неопредељени |             | 3           | 0,87%       |
| непознато    | непознато    |             | 1           | 0,29%       |
| укупно: 341  |              |             |             |             |